# ديف بيكوك
ديف بيكوك (بالإنجليزية: Dave Peacock)‏ هو مسير أعمال أمريكي، ولد في 26 مارس 1968 في ويبستر غروفز في الولايات المتحدة.